# اریک گریگوریان (عکاس)
اریک گریگوریان (متولد ۱۳۴۸) عکاس ارمنی‌تبار اهل ایران است.
در تهران به دنیا آمد. وی دانش‌آموخته رشته روزنامه‌نگاری و روزنامه‌نگاری تصویری از دانشگاه سن‌خوزه آمریکا است. وی عکاسی در مجلهٔ دیلی نیوز و آژانس عکس پولاریس ایمیجز (Polaris Images) را در کارنامهٔ هنری خود دارد و جایزهٔ نخست بنیاد ورلد پرس فوتو را نیز در ۲۰۰۲ از آن خود ساخته‌است.